# Едуард Білогуров
Едуард Білогуров, біл. Эдуард Белагураў (*27 листопада 1947, Бобруйськ — †травень 1998) — білоруський художник.
Закінчив Білоруський театрально-мистецький інститут, майстерню Гаврила Ващанки, повернувся у Бобруйськ.
Працював у жанрах тематичної картини та портрета. Полотна Білогурова «Початок весни», «Діти війни», «Діалог», «Портрет батьків», «Повернення», «Хірурги. Операція», «Eccetera… Eccetera…», «Ілюзіоніст» та інші стали подією у білоруському мистецтві. Автор портретів: «Вечір на Сеняжі» — груповий портрет художників Миколи Ісаєнка, Володимира Товстика, Катерини Поплавської та самого автора; автопортретів: від кубізму до реалізму, глибоко психологічних робіт; натюрмортів: «Майстерня художника» — переплетення сюжету високого неба, натюрморту та майстерні художника, «Польові квіти» та інші; пейзажів: «Сніжна зима» та інші; сюжетних картин: «Шаткування капусти» — зображено три покоління жінок: бабця, мати та дочка.
Твори Білогурова зберігаються в державних музеях та приватних колекціях Білорусі, Росії та інших країн.